# Paola Piatta
Paola Piatta (Sondrio, 14 gennaio 1965) è un'ex cestista e allenatrice di pallacanestro italiana.
Ha giocato in Serie A1 Vicenza, Palermo, Cesena, Priolo Gargallo e Messina.